# Amaea mitchelli
Amaea mitchelli är en snäckart som först beskrevs av Dall 1896.  Amaea mitchelli ingår i släktet Amaea och familjen vindeltrappsnäckor. Inga underarter finns listade i Catalogue of Life.